# 2666 (小説)
『2666』（スペイン語: 2666 )は、2004年に死後出版されたロベルト・ボラーニョによる長編小説。

## 概要
『2666』は謎の作家アルチンボルディについての批評家たちの会話に始まり、幾つかの場面と状況が異なる5部によって構成されている。複数の視点を通して、メキシコ北部のアメリカとの国境を接する街サンタ・テレサで発生した未解決の連続殺人事件が描かれ、最後には、第二次世界大戦の東部戦線で起きたユダヤ人の虐殺を経て、サンタ・テレサの連続殺人事件へと再び回帰していくまでの軌跡が描かれる、という構成になっている。また2666という黙示録的な数字は、先行作群に由来する年号であり、20世紀以降の現代の退廃的な風潮を暗示するものである。
長年にわたる闘病の後、ボラーニョは最初の草案を出版者に提出した直後に肝不全でこの世を去った。その約1年後の2004年に『2666』はスペインで出版された。スペイン語で1100ページにも及ぶ大作『2666』は全5部構成であるが、『2666』は各部を分冊して5冊の書籍として刊行するように、と遺言には記されていた。しかしボラーニョにより文学的な遺言の執行人に指名されていたイグナシオ・エチェバリアは、『2666』に目を通した後、ボラーニョの遺志に反した形で1冊の書物として出版するように取りはからった。草案のうち、ボラーニョが死ぬ前に、4部と半分まではボラーニョ自身が完成させていた。
その後、10か国語以上に翻訳された『2666』は2008年に、その英訳が全米批評家協会賞フィクション部門を受賞した。

## あらすじ
小説の5つの「部分」については以下の通り。批評家たちの部、アマルフィターノの部、フェイトの部、犯罪の部、そしてアルチンボルディの部である。全てはファレス街で発生した少なくとも300人の若い、貧しい、大部分は無教育のメキシの女性（小説の中ではサンタ・テレサとされている）が殺害された、未解決の殺人事件に対する関心の程度を変えることによって繋がってる。
批評家たちに関する部は、謎のドイツ人の小説家ベンノ・フォン・アルチンボルディを巡って、彼の作品と生涯を探究している4人のヨーロッパ人の文芸批評家のグループについて説明される。彼らのアルチンボルディ捜索は、結局メキシコ国境町、ソノラのサンタ・テレサにまで及んだ。
オスカー・アマルフィターノの部は、サンタテレサ大学の精神的に不安定な哲学教授が描かれる。彼は、都市の暴力によって彼の娘が囚われることを恐れた。
フェイトの部では、アメリカ合衆国の黒人社会を専門に扱う雑誌に寄稿しているジャーナリストが、ボクシングの試合を取材するためにサンタ・テレサに送られる。しかしそこで殺人事件に関心を持ち始める。
犯罪についての部では、1993年から1997年までの間に数十人の女性がサンタ・テレサで殺害された事件について綴られる。それは同時に警察当局の実りの無い捜査についても書かれている。
最後にアルチンボルディの部では1920年にプロイセンで生まれたハンス・ライターという謎めいた作家について明らかにされる。ここでは、東部戦線に従軍した地方のドイツ軍人がいかにノーベル賞候補作家になっていったか、そして、アルチンボルディがどのような経緯をたどってサンタテレサとの接点を持つに至ったのかが説明される。